# Матата чатамська
Мата́та чатамська (Poodytes rufescens) — вимерлий вид горобцеподібних птахів родини кобилочкових (Locustellidae), що був ендеміком архіпелагу Чатем. Раніше вважався підвидом строкатобокої матати, однак був визнаний окремим видом.

## Опис
Довжина птаха становила 18 см, а довжина крила 5,9-6,7 см. Від строкатогобої матати чатамські матати відрізнялися повністю білою нижнью частиною тіла, позбавленою плям, каштановою верхньої частиною голови, помітною білою плямиою перед очима і темно-рудувато-коричневою спиною.

## Поширення і вимирання
Історично чатамські матати були відомі лише з острова Мангере, однак їх скам'янілості були знайдені також на островах Пітт і Чатем. Вони жили серед купин і чагарників, живилися комахами. Востаннє чатамську матату бул спіймано для колекції Волтера Ротшильда у 1895 році, незабаром після появи на острові кішок. З 1900 року вид вважається вимерлий. Причиною його вимирання стало знищення природного середовища, спричинене пожежами та інтродукованими козами і кроликами, а також хижацтво з боку інтродуковних кішок.